# Ekin Cheng
Ekin Cheng (in cinese 郑伊健; Hong Kong, 4 ottobre 1967) è un cantante e attore cinese.
Ha usato anche gli pseudonimi Dior Cheng, Cheng Yee-Kin e Noodle Cheng.

## Filmografia parziale
- Boys Are Easy, regia Wong Jing (1993)
- Chao ji xue xiao ba wang, regia Wong Jing (1993)
- Ren yu chuan shao, regia Norman Law Man (1994)
- Return to A Better Tomorrow, regia di Wong Jing (1994)
- Young and Dangerous, regia di Andrew Lau (1996)
- Young and Dangerous 2, regia di Andrew Lau (1996)
- Young and Dangerous 3, regia di Andrew Lau (1996)
- Young and Dangerous 4, regia di Andrew Lau (1997)
- The Storm Riders, regia di Andrew Lau (1998)
- Young and Dangerous 5, regia di Andrew Lau (1998)
- Portland Street Blues, regia di Raymond Pang (1998)
- A Man Called Hero, regia di Andrew Lau (1999)
- For Bad Boys Only, regia di Raymond Yip (2000)
- Those Were the Days..., regia di Andrew Lau (2000)
- The Duel, regia di Andrew Lau (2000)
- Born to Be King, regia di Andrew Lau (2000)
- The Storm Warriors, regia di Danny Pang (2009)
- Golden Job, regia di Qian Jiale (2018)